# عيشة (لودر)

تعديل مصدري - تعديل

عيشة هي إحدى قرى عزلة زارة بمديرية لودر التابعة لمحافظة أبين، بلغ تعداد سكانها 260 نسمة حسب تعداد اليمن لعام 2004.